# Celama amorpha
Celama amorpha är en fjärilsart som beskrevs av Turner 1944. Celama amorpha ingår i släktet Celama och familjen trågspinnare. Inga underarter finns listade i Catalogue of Life.